# Ammothea magniceps
Ammothea magniceps är en havsspindelart som beskrevs av Thomson, G.M. 1884. Ammothea magniceps ingår i släktet Ammothea och familjen Ammotheidae. Inga underarter finns listade i Catalogue of Life.